# Selo imeni Babuschkina
Selo imeni Babuschkina (russisch Село́ и́мени Ба́бушкина) ist ein Dorf (Selo) in der Oblast Wologda in Russland mit 4035 Einwohnern (Stand 14. Oktober 2010).

## Geographie
Der Ort liegt etwa 194 km Luftlinie nordöstlich der Oblasthauptstadt Wologda. Durch das Dorf fließt die Ledenga (Леденьга), ein Nebenfluss der Suchona.
Selo imeni Babuschkina ist Verwaltungszentrum des Rajons Babuschkinski sowie Sitz der Landgemeinde Babuschkinskoje selskoje posselenije (Бабушкинское сельское поселение).

## Geschichte
Der Ort entstand unter dem Namen Ledengskoje an den Ufern des gleichnamigen Flusses Ledenga, im Zuge des Fundes von Salzvorkommen im 14. Jahrhundert. Über 400 Jahre war die Gewinnung von Salz der wichtigste Wirtschaftszweig in Ledengskoje. Im Jahr 1841 wurde im Ort ein Solebad gegründet, welches das salzhaltige Grundwasser nutzte.
Ledengskoje gehörte seit dem Ende des 18. Jahrhunderts zum Totemski Ujesd, des Gouvernements Wologda. Im Jahr 1929 wurde Ledengskoje administratives Zentrum des neu geschaffenen Rajons Ledengski im Wolgodski okrug des Nördlichen Krai.
1941 erfolgte die Umbenennung von Ledengskoje, zu Ehren des sowjetischen Revolutionärs Iwan Wassiljewitsch Babuschkin, in Selo imeni Babuschkina.
Seit dem Jahr 1989 existiert im Ort das überregional bekannte Sanatorium Ledengsk.

### Bevölkerungsentwicklung
| Jahr | Einwohner |
| ---- | --------- |
| 1939 | 2587      |
| 1959 | 2227      |
| 1970 | 2446      |
| 1979 | 3640      |
| 1989 | 4487      |
| 2002 | 4105      |
| 2010 | 4035      |

Anmerkung: Volkszählungsdaten

## Sehenswürdigkeiten
Im Selo imeni Babuschkina befindet sich das Babuschkin-Museum (Дом-музей И.В.Бабушкина). Mit der Babuschkin-Büste verfügt der Ort über ein Denkmal, das als historisch-kulturelles Denkmal föderaler Bedeutung unter Schutz steht. Zudem gibt es ein Denkmal zu Ehren des sowjetischen Kosmonauten Pawel Iwanowitsch Beljajew, welcher im nahegelegenen Dorf Tschelischtschewo geboren wurde.

## Wirtschaft und Verkehr
Nach dem Ende der Salzförderung ist heute die Forstindustrie der wichtigsten Wirtschaftszweige im Selo imeni Babuschkina.
Das Dorf ist über Regionalstraßen R7 mit den Städten Totma und Nikolsk verbunden.

## Söhne und Töchter des Ortes
- Iwan Wassiljewitsch Babuschkin (1873–1906), russischer Revolutionär und Politiker